# Spidstoppet turako
Spidstoppet turako (latin: Tauraco schalowi) er en turakoart. Spidstoppet turako findes i det skovklædte højland i det sydlige centrale Afrika. I det østlige lavland er den fortrængt af Livingstones turako, der ligner i udseende og adfærd.
Spidstoppet turako forekommer hovedsageligt i Zambia, det centrale Angola, den sydlige del af DR Congo, og højlandet i det sydlige Kenya, nordlige og vestlige Tanzania og vestlige Malawi. Det forekommer lokalt i Botswana, Namibia og Zimbabwe, hvor den lever nær floderne Zambezi og Cuando. IUCN kategoriserer arten som ikke truet.